# Гимназия № 10 (Новосибирск)
Гимназия № 10 — образовательное учреждение в Железнодорожном районе Новосибирска, основанное в 1912 году.

## История
Школа была построена в 1912 году.
В 1920—1930-х годах заведение подготавливало специалистов для сельских работ.
В период Великой Отечественной войны директор С. П. Никулин, преподаватели и выпускники отправились на фронт, а в самой школе с 1941 по 1945 год располагался госпиталь.
В 1950-х годах академик Соболев создал в школе № 10 класс программистов, набиравшийся по конкурсной основе. Практические занятия проводились в Вычислительном центре СО АН СССР. В этот период школа была мужской и только со старшими классами, в которые поступали ученики со всех городских школ.
В 1960-х годах в учреждении были организованы математические классы, оно стало базовым для Новосибирского пединститута. В это время в школе трудились известные педагоги: Э. Н. Горюхина, Ц. Л. Рукина, С. А. Шмаков. Учителя вместе с учащимися организовали учебно-производственные мастерские, где изготавливали настольное сверлильное оборудование и слесарно-монтажные инструменты как для городских и областных заводов, так и для предприятий Западной Сибири в целом. Произведённые учениками станки демонстрировались на ВДНХ и международных выставках. Школьные мастерские готовили специалистов по 11 профилям: слесарь-инструментальщик, токарь-универсал, швея-закройщица, столяр-краснодеревщик и т. д. В создании производственного обучения принимали участие В. С. Ковылин, А. А. Чернозипунников и Е. Н. Варшицкий, который в 1963 году стал директором школы. В 1966 году по инициативе последнего в учреждении открылись классы с углублённым изучением английского языка.
В 1996 году школа была переименована в гимназию.

## Культура
В 1975 году Э. Н. Горюхина основала в школе клуб «Диалог», в котором выступали известные писатели, режиссёры и актёры России, Польши, Грузии и др. Учительскому ансамблю было присвоено звание «Народного коллектива».

## Спорт
Гимназия уделяет внимание спорту. У истоков развития физической культуры учреждения стоял Я. Р. Розенфельд, известный тренер-педагог Новосибирска, посвятивший школьной работе 50 лет своей жизни. Учебное заведение неоднократно выигрывало в городских, всероссийских и мировых соревнованиях, побеждало в легкоатлетических эстафетах и подготовило около 50 мастеров спорта.

## Забастовка 2023 года
17 апреля 2023 года в гимназии началась забастовка 3 «А» класса, ученики которого не вышли на занятия. Поводом для протестного мероприятия послужил давний конфликт между классным руководителем Натальей Братковой и матерью одного из учащихся класса, которая, по мнению родителей, подвергает буллингу учительницу. В знак поддержки преподавателя родители инициировали общественную акцию. По состоянию на 24 апреля 2023 года забастовка 3 «А» класса продолжалась.